# Тиберій Гемелл

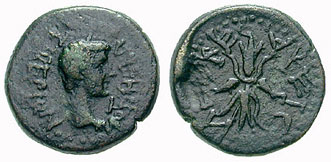
Тиберій Гемелл

Тиберій Юлій Цезар Гемелл (19 — 37) — політичний діяч, представник імператорської династії Юліїв-Клавдіїв, внук імператора Тиберія.

## Життєпис
Син Друза Цезаря, єдиного сина імператора Тиберія, та Юлії Лівії. Гемелл отримав ім'я дідуся, правлячого імператора, в повсякденному житті його зазвичай називали Тиберієм Гемеллом. У 23 році він втратив батька, а згодом й мати. 
Тепер імператор дбав про його виховання, хоча і мав причину сумніватися в його законному походженні. Гемелл жив при імператорському дворі, однак на момент смерті Тиберія, коли йому було вже 18 років ще не отримав чоловічої тоги. На його честь було випущено кілька монет. Також Тиберій дозволив Гемеллу стати членом колегії арвальських братів. 
Оскільки імператор Тіберій призначив у своєму заповіті йому і Калігулі рівні частки спадщини, то й шанси онука імператора та його внучатого небожа були рівні. Однак Калігула вже заручився підтримкою Макрона та преторіанців й, в'їжджаючи до Риму, 28 березня 37 року, був без усіляких заперечень визнаний імператором. 
Негайно ж у своїй першій промові в сенаті Калігула просив присутніх батьків-сенаторів скасувати заповіт померлого імператора в частині. яка стосувалася Тиберія Гемелла. Тиберій Цезар Гемелл був ще надто молодий, щоб з'являтися у сенаті, але його становище спадкоємця йому це дозволяло. 
Новий імператор відразу ж надав Гемеллу чоловічу тогу, звання princeps iuventutis та всиновив його. Але як тільки Калігула затвердився на троні, то позбувся суперника, убивши Тиберія Гемелла у 37 році.